# Leonor Sofia de Eslésvico-Holsácia-Sonderburgo
Leonor Sofia de Eslésvico-Holsácia-Sonderburgo (em alemão:  Eleonore Sophie; Sønderborg, 14 de fevereiro de 1603 — Ballenstedt, 5 de janeiro de 1675) foi uma princesa dinamarquesa por nascimento, e princesa consorte de Anhalt-Bernburgo como esposa de Cristiano II, Príncipe de Anhalt-Bernburgo.

## Família
Leonor Sofia foi a sexta filha, nona e última criança nascida de João II, Duque de Eslésvico-Holsácia-Sonderburgo-Plön e de sua segunda esposa, Inês Edviges de Anhalt.
Os seus avós paternos foram o rei Cristiano III da Dinamarca e Doroteia de Saxe-Lauemburgo. Os seus avós maternos foram Joaquim Ernesto, Príncipe de Anhalt e Leonor de Württemberg.
Ela teve oito irmãos mais velhos por parte de pai e mãe, além de quatorze meio-irmãos do primeiro casamento do pai com Isabel de Brunsvique-Grubenhagen.

## Biografia

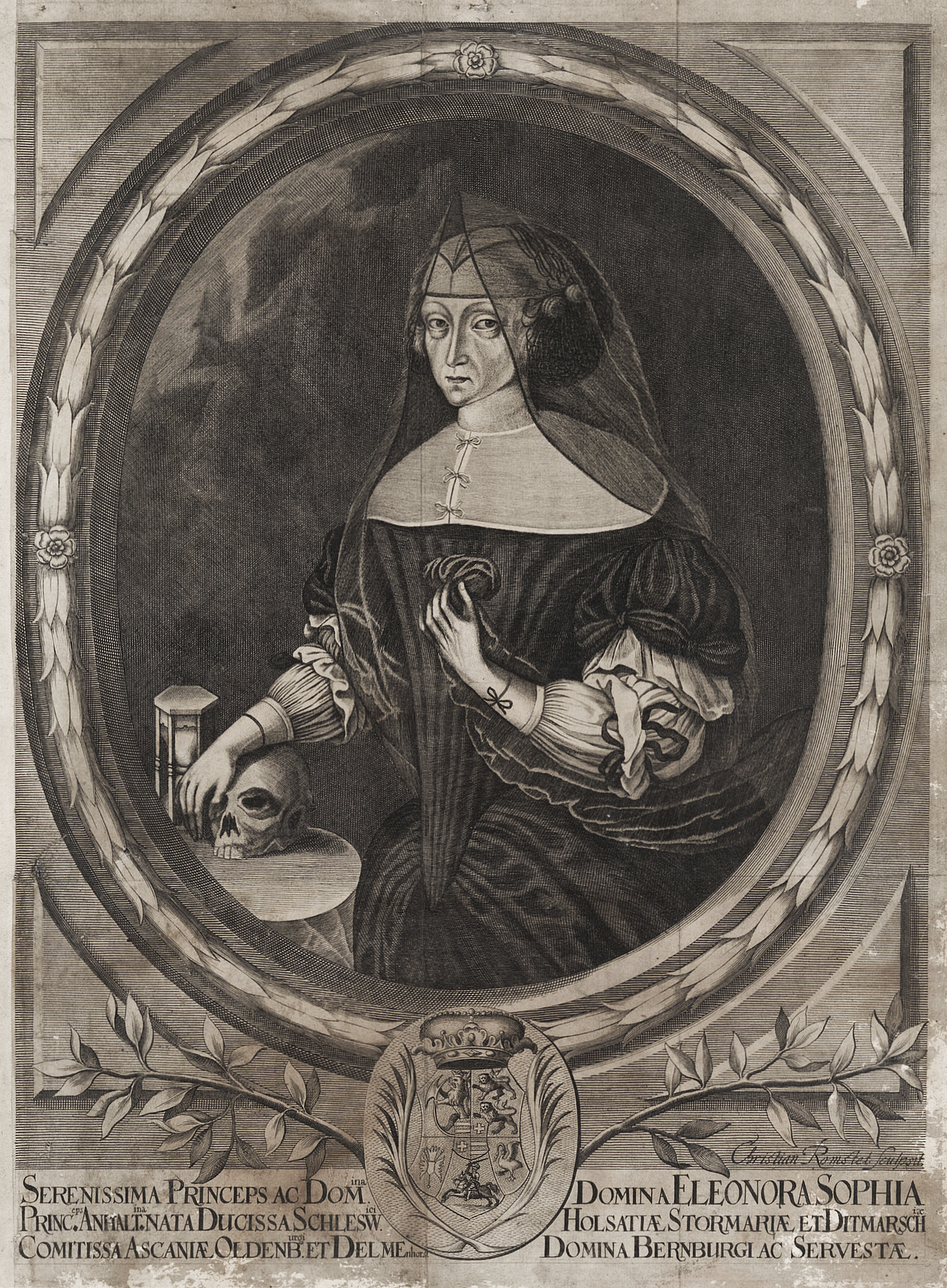
A princesa em roupa de luto, pintada por Christian Romstet.

Leonor Sofia, aos 22 anos, se casou com o príncipe Cristiano, de 25 anos, filho de Cristiano I, Príncipe de Anhalt-Bernburg e de Ana de Bentheim-Tecklemburgo, no dia 28 de fevereiro de 1625, em Ahrensbök. 
O casal teve quinze filhos, oito meninos e sete meninas, porém, apenas oito sobreviveram à infância. Cristiano morreu em 1656, aos 57 anos.
A princesa faleceu em 5 de janeiro de 1675, aos 71 anos de idade, e foi enterrada na Igreja do Castelo de São Egídio, em Bernburg. 

## Descendência
- Beringer (21 de abril de 1626 – 17 de outubro de 1627);
- Sofia (1 de setembro de 1627 – 12 de setembro de 1627);
- Joaquim Ernesto (3 de junho de 1629 – 23 de dezembro de 1629);
- Cristiano (janeiro de 1631 – 20 de junho de 1631);
- Erdmano Gideão, Príncipe Hereditário de Anhalt-Bernburgo (21 de janeiro de 1632 – 4 de abril de 1649), não se casou e nem teve filhos;
- Bogislau (7 de outubro de 1633 – 7 de fevereiro de 1634);
- Vítor Amadeu, Príncipe de Anhalt-Bernburgo (6 de outubro de 1634 – 14 de fevereiro de 1718), sucessor do pai. Foi marido de Isabel do Palatinado-Zweibrücken, com quem teve seis filhos;
- Leonor Edviges (28 de outubro de 1635 – 10 de setembro de 1685), não se casou e nem teve filhos;
- Ernestina Augusta (23 de dezembro de 1636 – 5 de outubro de 1659), não se casou e nem teve filhos;
- Angélica (6 de junho de 1639 – 13 de outubro de 1688), não se casou e nem teve filhos;
- Ana Sofia (13 de Setembro de 1640 – 25 de abril de 1704), foi esposa de Jorge Frederico, Conde de Solms-Sonnenwalde, com quem teve uma filha, Sofia Albertina, que se casou com o primo Carlos Frederico, Príncipe de Anhalt-Bernburgo;
- Carlos Ursino (18 de abril de 1642 – 4 de janeiro de 1660), não se casou e nem teve filhos;
- Fernando Cristiano (23 de outubro de 1643 – 14 de março de 1645)
- Maria (25 de janeiro de 1645 – 5 de janeiro de 1655);
- Ana Isabel (19 de março de 1647 – 3 de setembro de 1680), foi a primeira esposa de Cristiano Ulrico I, Duque de Württemberg-Oels, com quem teve sete filhos.